# Lekkoatletyka na Letnich Igrzyskach Olimpijskich 1968 – bieg na 800 m mężczyzn
Bieg na 800 metrów mężczyzn podczas XIX Letnich Igrzysk Olimpijskich w Meksyku rozegrano 13 (eliminacje), 14 (półfinały) i 15 października 1968 (finał) na Estadio Olímpico Universitario. Zwycięzcą został reprezentant Australii Ralph Doubell, który w finale wyrównał rekord świata z wynikiem 1:44,3.

## Rekordy

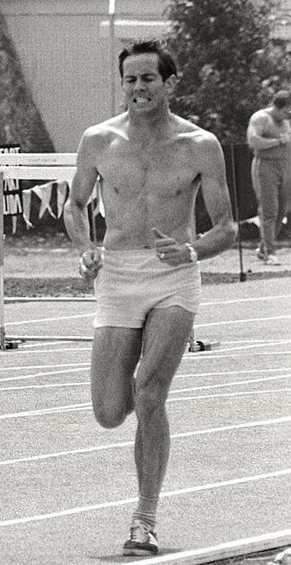
Ralph Doubell

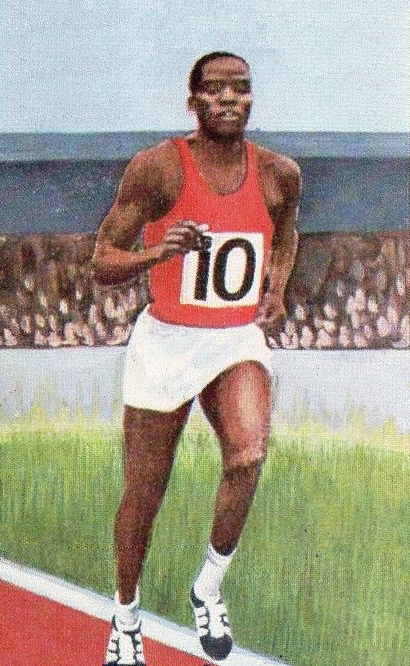
Wilson Kiprugut

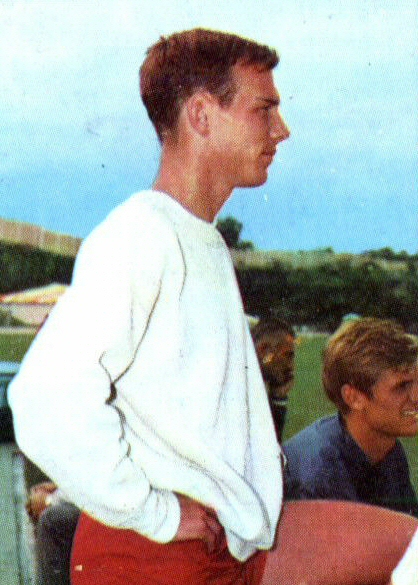
Tom Farrell

|                   | zawodnik    | narodowość    | czas   | data                      | miejsce      |
| ----------------- | ----------- | ------------- | ------ | ------------------------- | ------------ |
| Rekord świata     | Peter Snell | Nowa Zelandia | 1:44,3 | 3 lutego 1962(dts)        | Christchurch |
| Rekord olimpijski | Peter Snell | Nowa Zelandia | 1:45,1 | 16 października 1964(dts) | Tokio        |

## Wyniki
| Poz. - pozycja |
| – rekord świata \| – rekord krajowy \| – rekord życiowy \| = – wyrównany rekord życiowy \| · – najlepszy wynik w sezonie \| = – wyrównany najlepszy wynik w sezonie \| – rekord olimpijski |
| Fn – falstart \| DNF – nie ukończył \| DNS – nie wystartował \| DSQ – zdyskwalifikowany |

### Eliminacje
Rozegrano sześć biegów eliminacyjnych. Do półfinałów awansowało po dwóch najlepszych zawodników z każdego biegu (Q) oraz czterech z najlepszymi czasami spośrów pozostałych (q).

#### Bieg 1
| Poz. | Zawodnik             | Narodowość        | Rezultat | Uwagi |
| ---- | -------------------- | ----------------- | -------- | ----- |
| 1    | Thomas Saisi         | Kenia             | 1:47,0   | Q     |
| 2    | Jean-Pierre Dufresne | Francja           | 1:47,6   | Q     |
| 3    | Matias Habtemichael  | Etiopia           | 1:49,6   |       |
| 4    | Papa M’Baye N’Diaye  | Senegal           | 1:51,3   |       |
| 5    | Wade Bell            | Stany Zjednoczone | 1:51,5   |       |
| 6    | Róbert Honti         | Węgry             | 1:53,8   |       |
| –    | Rudi Simon           | Belgia            | DNF      |       |

#### Bieg 2
| Poz. | Zawodnik              | Narodowość        | Rezultat | Uwagi |
| ---- | --------------------- | ----------------- | -------- | ----- |
| 1    | Dieter Fromm          | NRD               | 1:46,9   | Q     |
| 2    | Franz-Josef Kemper    | RFN               | 1:47,0   | Q     |
| 3    | Ron Kutschinski       | Stany Zjednoczone | 1:47,6   | q     |
| 4    | Ramasamy Subramaniam  | Malezja           | 1:50,8   |       |
| 5    | Gilbert Van Manshoven | Belgia            | 1:52,3   |       |
| –    | Guillermo Cuello      | Argentyna         | DNF      |       |

#### Bieg 3
| Poz. | Zawodnik      | Narodowość     | Rezultat | Uwagi |
| ---- | ------------- | -------------- | -------- | ----- |
| 1    | Walter Adams  | RFN            | 1:48,4   | Q     |
| 2    | Jozef Plachý  | Czechosłowacja | 1:48,6   | Q     |
| 3    | Noel Carroll  | Irlandia       | 1:49,0   |       |
| 4    | Ahmed Issa    | Czad           | 1:49,0   |       |
| 5    | Roberto Silva | Meksyk         | 1:50,4   |       |
| 6    | Gerd Larsen   | Dania          | 1:51,9   |       |
| –    | Neville Myton | Jamajka        | DNF      |       |

#### Bieg 4
| Poz. | Zawodnik            | Narodowość      | Rezultat | Uwagi |
| ---- | ------------------- | --------------- | -------- | ----- |
| 1    | Ralph Doubell       | Australia       | 1:47,2   | Q     |
| 2    | Henryk Szordykowski | Polska          | 1:47,4   | Q     |
| 3    | Robert Ouko         | Kenia           | 1:47,6   | q     |
| 4    | John Ametepey       | Ghana           | 1:50,7   |       |
| 5    | Gilles Sibon        | Francja         | 1:50,8   |       |
| 6    | Chris Carter        | Wielka Brytania | 1:52,9   |       |
| 7    | José L’Oficial      | Dominikana      | 1:55,6   |       |
| 8    | Alfredo Cubías      | Salwador        | 2:08,7   |       |

#### Bieg 5
| Poz. | Zawodnik           | Narodowość        | Rezultat | Uwagi |
| ---- | ------------------ | ----------------- | -------- | ----- |
| 1    | Wilson Kiprugut    | Kenia             | 1:46,1   | Q     |
| 2    | Tom Farrell        | Stany Zjednoczone | 1:47,9   | Q     |
| 3    | Tomáš Jungwirth    | Czechosłowacja    | 1:48,7   |       |
| 4    | Anders Gärderud    | Szwecja           | 1:48,9   |       |
| 5    | Jun Nagai          | Japonia           | 1:51,2   |       |
| 6    | Angelo Hussein     | Sudan             | 1:53,4   |       |
| 7    | Jacques Pennewaert | Belgia            | 1:53,8   |       |
| 8    | Francisco Menocal  | Nikaragua         | 1:58,9   |       |

#### Bieg 6
| Poz. | Zawodnik         | Narodowość        | Rezultat | Uwagi |
| ---- | ---------------- | ----------------- | -------- | ----- |
| 1    | Dave Cropper     | Wielka Brytania   | 1:47,9   | Q     |
| 2    | Ben Cayenne      | Trynidad i Tobago | 1:48,2   | Q     |
| 3    | Jewhen Arżanow   | ZSRR              | 1:48,4   | q     |
| 4    | Byron Dyce       | Jamajka           | 1:48,5   | q     |
| 5    | Mamo Sebsibe     | Etiopia           | 1:49,7   |       |
| 6    | Gianni Del Buono | Włochy            | 1:50,2   |       |
| 7    | Xaver Frick      | Liechtenstein     | 1:52,6   |       |
| 8    | Carlos Báez      | Portoryko         | 1:52,6   |       |

### Półfinały
Rozegrano dwa biegi półfinałowe. Do finału awansowało po czterech najlepszych zawodników z każdego biegu (Q).

#### Bieg 1
| Poz. | Zawodnik             | Narodowość        | Rezultat | Uwagi |
| ---- | -------------------- | ----------------- | -------- | ----- |
| 1    | Walter Adams         | RFN               | 1:46,4   | Q     |
| 2    | Dieter Fromm         | NRD               | 1:46,5   | Q     |
| 3    | Thomas Saisi         | Kenia             | 1:46,6   | Q     |
| 4    | Ben Cayenne          | Trynidad i Tobago | 1:46,8   | Q     |
| 5    | Ron Kutschinski      | Stany Zjednoczone | 1:47,3   |       |
| 6    | Jean-Pierre Dufresne | Francja           | 1:51,8   |       |
| –    | Jewhen Arżanow       | ZSRR              | DNS      |       |
| –    | Henryk Szordykowski  | Polska            | DNS      |       |

#### Bieg 2
| Poz. | Zawodnik           | Narodowość        | Rezultat | Uwagi |
| ---- | ------------------ | ----------------- | -------- | ----- |
| 1    | Ralph Doubell      | Australia         | 1:45,7   | Q,    |
| 2    | Wilson Kiprugut    | Kenia             | 1:45,8   | Q     |
| 3    | Jozef Plachý       | Czechosłowacja    | 1:45,9   | Q,    |
| 4    | Tom Farrell        | Stany Zjednoczone | 1:46,1   | Q     |
| 5    | Robert Ouko        | Kenia             | 1:47,1   |       |
| 6    | Byron Dyce         | Jamajka           | 1:47,2   |       |
| 7    | Franz-Josef Kemper | RFN               | 1:47,3   |       |
| 8    | Dave Cropper       | Wielka Brytania   | 1:47,6   |       |

### Finał
| Poz. | Zawodnik        | Narodowość        | Rezultat | Uwagi |
| ---- | --------------- | ----------------- | -------- | ----- |
| 1    | Ralph Doubell   | Australia         | 1:44,3   | =     |
| 2    | Wilson Kiprugut | Kenia             | 1:44,5   |       |
| 3    | Tom Farrell     | Stany Zjednoczone | 1:45,4   |       |
| 4    | Walter Adams    | RFN               | 1:45,8   |       |
| 5    | Jozef Plachý    | Czechosłowacja    | 1:45,9   | =     |
| 6    | Dieter Fromm    | NRD               | 1:46,2   |       |
| 7    | Thomas Saisi    | Kenia             | 1:47,5   |       |
| 8    | Ben Cayenne     | Trynidad i Tobago | 1:54,3   |       |